# Funzione di Sudan
Nella teoria della calcolabilità, la funzione di Sudan è una funzione ricorsiva totale non primitiva.
La funzione era la prima che confutò la credenza che le funzioni ricorsive fossero necessariamente primitive. La scoperta è attribuita al matematico Gabriel Sudan, uno studente di David Hilbert nel 1927, qualche anno prima di quella della più nota funzione di Ackermann. 

## Definizione
Siano {\displaystyle n,x,y\in \mathbb {N} }
{\displaystyle F_{0}(x,y)=x+y,}
{\displaystyle F_{n+1}(x,0)=x,}
{\displaystyle F_{n+1}(x,y+1)=F_{n}(F_{n+1}(x,y),F_{n+1}(x,y)+y+1).}

## Tabella dei valori
| y\x | 0 | 1 | 2 | 3 | 4  | 5  |
| --- | - | - | - | - | -- | -- |
| 0   | 0 | 1 | 2 | 3 | 4  | 5  |
| 1   | 1 | 2 | 3 | 4 | 5  | 6  |
| 2   | 2 | 3 | 4 | 5 | 6  | 7  |
| 3   | 3 | 4 | 5 | 6 | 7  | 8  |
| 4   | 4 | 5 | 6 | 7 | 8  | 9  |
| 5   | 5 | 6 | 7 | 8 | 9  | 10 |
| 6   | 6 | 7 | 8 | 9 | 10 | 11 |

| y\x | 0   | 1   | 2   | 3   | 4   | 5   | 6   |
| --- | --- | --- | --- | --- | --- | --- | --- |
| 0   | 0   | 1   | 2   | 3   | 4   | 5   | 6   |
| 1   | 1   | 3   | 5   | 7   | 9   | 11  | 13  |
| 2   | 4   | 8   | 12  | 16  | 20  | 24  | 28  |
| 3   | 11  | 19  | 27  | 35  | 43  | 51  | 59  |
| 4   | 26  | 42  | 58  | 74  | 90  | 106 | 122 |
| 5   | 57  | 89  | 121 | 153 | 185 | 217 | 249 |
| 6   | 120 | 184 | 248 | 312 | 376 | 440 | 504 |

Si ha: {\displaystyle F_{1}(x,y)=F_{1}(0,y)+2^{y}x}.
| y\x | 0  | 1                 | 2                       | 3                       | 4                         | 5                          |
| --- | -- | ----------------- | ----------------------- | ----------------------- | ------------------------- | -------------------------- |
| 0   | 0  | 1                 | 2                       | 3                       | 4                         | 5                          |
| 1   | 1  | 8                 | 27                      | 74                      | 185                       | 440                        |
| 2   | 19 | F1(8, 10) = 10228 | F1(27, 29) ≈ 1.55 ×1010 | F1(74, 76) ≈ 5.74 ×1024 | F1(185, 187) ≈ 3.67 ×1058 | F1(440, 442) ≈ 5.02 ×10135 |